# Марсианский язык
Марсиа́нский язы́к (также «марсианское письмо»:225, кит. трад. 火星文, пиньинь huǒxīng wén, палл. хосин вэнь) — условное название способа кодирования китайской письменности, применяемого в интернете с начала 2000-х годов, изначально — как игровой приём, а впоследствии также как способ избежания цензурных запретов.

## История
«Марсианский язык» стал впервые использоваться тайваньской молодежью для общения в интернете в начале 2000-х годов. Позже он распространился и в материковой части Китая. Рост популярности языка был связан с его использованием в онлайн-игре Audition Online, а также в сервисе мгновенного обмена сообщений Tencent QQ. Пик популярности языка пришёлся на 2007—2008 годы. Начиная с 2005 года, тайваньское издательство Huasi Publishing Department выпустило ряд популярных книг о марсианском языке:226. Название языка возводят к фразе из фильма 2002 года «Убойный футбол», в котором один из персонажей говорит: «Земля слишком опасна, давайте вернёмся на Марс!».
В январе 2006 года в одном из колледжей студентам было предложено задание, связанное с расшифровкой фрагментов текста на марсианском языке, что вызвало обсуждение или даже осуждение в СМИ:228. В результате было принято решение о запрете подобных тестовых заданий в будущем.
Согласно опросу 2008 года, «марсианский язык» использовали 80 % молодых людей от 15 до 20 лет. Молодёжи «марсианский язык» подходил ещё и потому, что он был непонятен для родителей и их учителей (в Китае родители нередко просматривают содержание личных дневников подростков).
Кроме того, пользователи интернета стали прибегать к этому языку и для того, чтобы обойти цензуру. Так, в Weibo существует проверка на наличие в тексте ключевых слов, занесённых в чёрный список, однако «марсианские» фразы алгоритм не распознаёт и пропускает их. В 2014 году посольство Великобритании в Китае опубликовало отчёт о правах человека за 2013 год, написав его название на марсианском языке.

## Принцип кодирования
«Марсианский язык» представляет собой смесь китайских, корейских, японских, латинских знаков письменности, арабских цифр и общеупотребительных символов:225, 232.
Чтобы закодировать слово по-марсиански, китайские иероглифы объединяют, разделяют и перестраивают, соединяя их с другими знаками. Например, слово «一个» (yī gè), которое означает «один», преобразуется в «① 嗰»: иероглиф «一» заменяется символом «①», а к традиционной версии иероглифа «个» слева добавляется небольшой квадрат.
В языке используются арабские цифры (4 означает «смерть» или слово «si», а в другом контексте — «да» или «shi») и элементы английского сленга: «u» означает «ты». Некоторые слова взяты из китайского, но содержат орфографические ошибки. Другие выражения могут состоять из одного символа, но подразумевать целое слово (i = «любовь»).
Также в языке существует множество эмотиконов с использованием специальных символов, например «⊙﹏⊙» для удивления или «*＞﹏＞*» для обозначения хитрого человека:231. Большую роль играет латинское сочетание orz, обозначающее человека на коленях, распластавшегося на земле. Так, просто orz используется для обозначения ребёнка, тогда как ORZ может обозначать взрослого, Orz указывает на большую голову, а or2 на выпячивающиеся ягодицы, и т. п.:231-232
В целом, чем более заковыристым и сложным для восприятия является способ кодирования, тем более «крутым» это считается:232.

## Пример закодированной фразы
- Марсианский: «b 要+装» «偶ㄇㄇAKS»
- Значение: «Не притворяйся, (а то) моя мама рассердится»
- Пояснение:
  - b это инициаль фонетического знака bu (不), означающего «не (делай)»
  - ou (偶) представляет собой аффектированное произношение wo (我), в данном случае используемого в значении «мой»
  - «ㄇ ㄇ» означает «мама», здесь «ㄇ» является начальным фонетическим знаком в иероглифах ma (妈), mei (妹) и др.
  - «AKS» обозначает слово qisini (气死你, «заставлять кого-либо сердиться»); предположительно, AKS обозначает российский автомат AKS-74U, и хотя «74U» опущено, оно подразумевается, при этом «74» по произношению похоже на qisi (气死, «умирать от злости»), а «U» означает «ты».[1]:225